# Lagos de Baduk
Los lagos de Baduk (en ruso: Бадукские озёра) son un conjunto de tres lagos en el río Baduk, afluente por la izquierda del Teberdá, de la cuenca del Kubán, en el Cáucaso occidental. Están situados en la reserva natural de Teberdá, en el sur del raión de Karacháyevsk de la república de Karacháyevo-Cherkesia.
Los asentamientos más cercanos son la ciudad de Teberdá y el pueblo de Dombái.

## Características
Los estudios han demostrado que se trata de lagos originados por deslizamientos de tierra y que su edad no supera los 150-200 años. Alrededor de los lagos hay bosques de pinos y abedules.
Los lagos son famosos por su paisaje pintoresco y son uno de los atractivos naturales de la reserva natural de Teberdá, en cuyo territorio se encuentran. Tradicionalmente, es considerado un objeto de turismo de senderismo, se pueden visitar pagando una tarifa de acceso.

## Los lagos
El primer lago de Baduk es el más bajo en el curso del río y el más pequeño de los tres, su longitud es de sólo unos 80 metros y su profundidad es de 4,5 metros. La temperatura del agua no supera los 5 °C ni siquiera en verano. La distancia hasta el segundo lago es de 260 metros en línea recta.
El segundo lago de Baduk se encuentra a una altitud de 1987 metros sobre el nivel del mar y su longitud supera los 200 metros. Del segundo al tercer lago hay 130 metros.
El tercer lago de Baduk es el más alto (1990 metros), el más occidental y el más grande de los tres, su superficie es de 3,6 hectáreas, su longitud máxima es de unos 330 metros y su ancho es de 200 metros. La longitud de la costa es de 0,9 km. Profundidad: hasta 9 metros. Es también conocido como Gran Lago de Baduk. El agua de color verde azulado se calienta hasta 10 °C en verano. Hay truchas.

## Galería

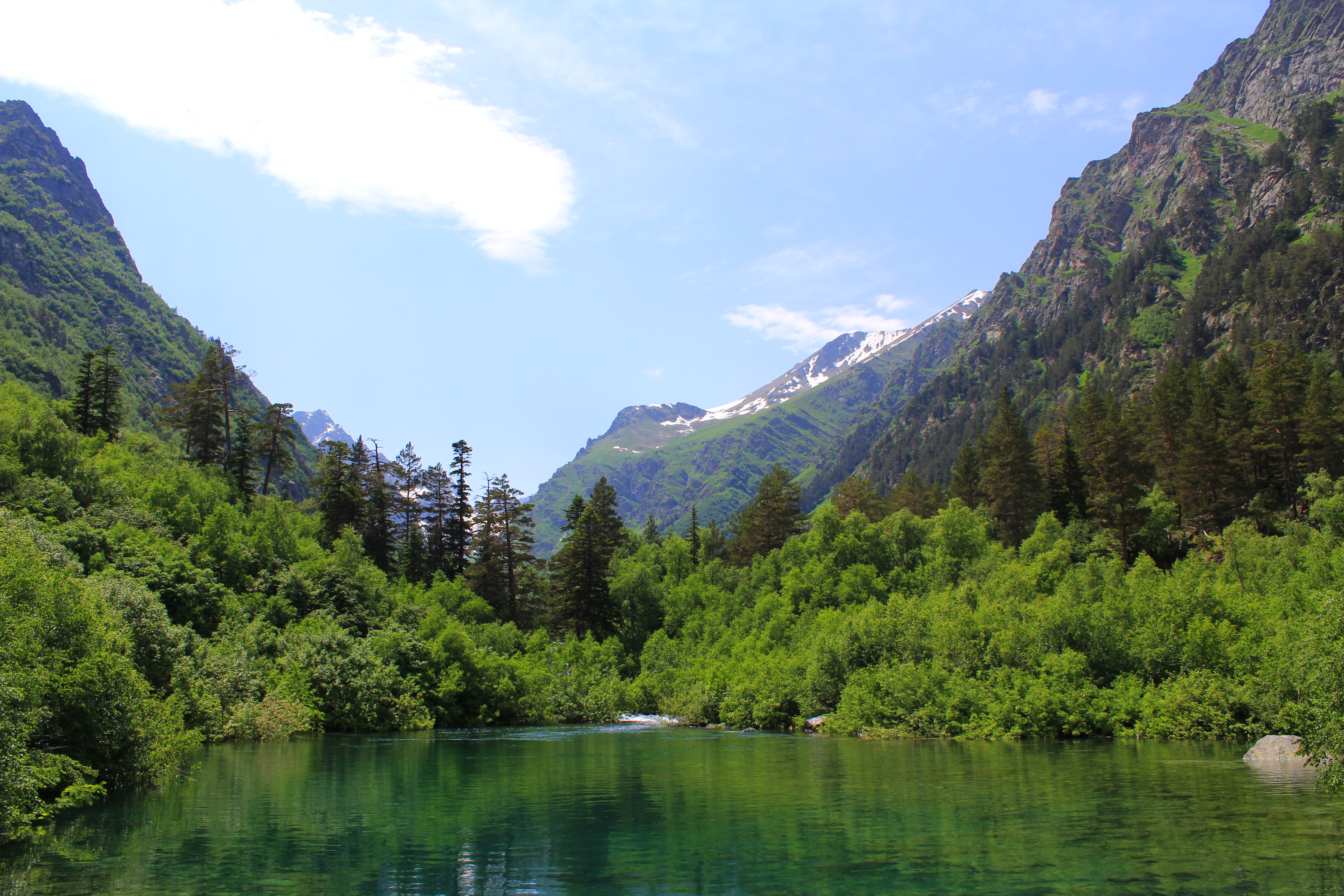
Primer lago de Baduk.
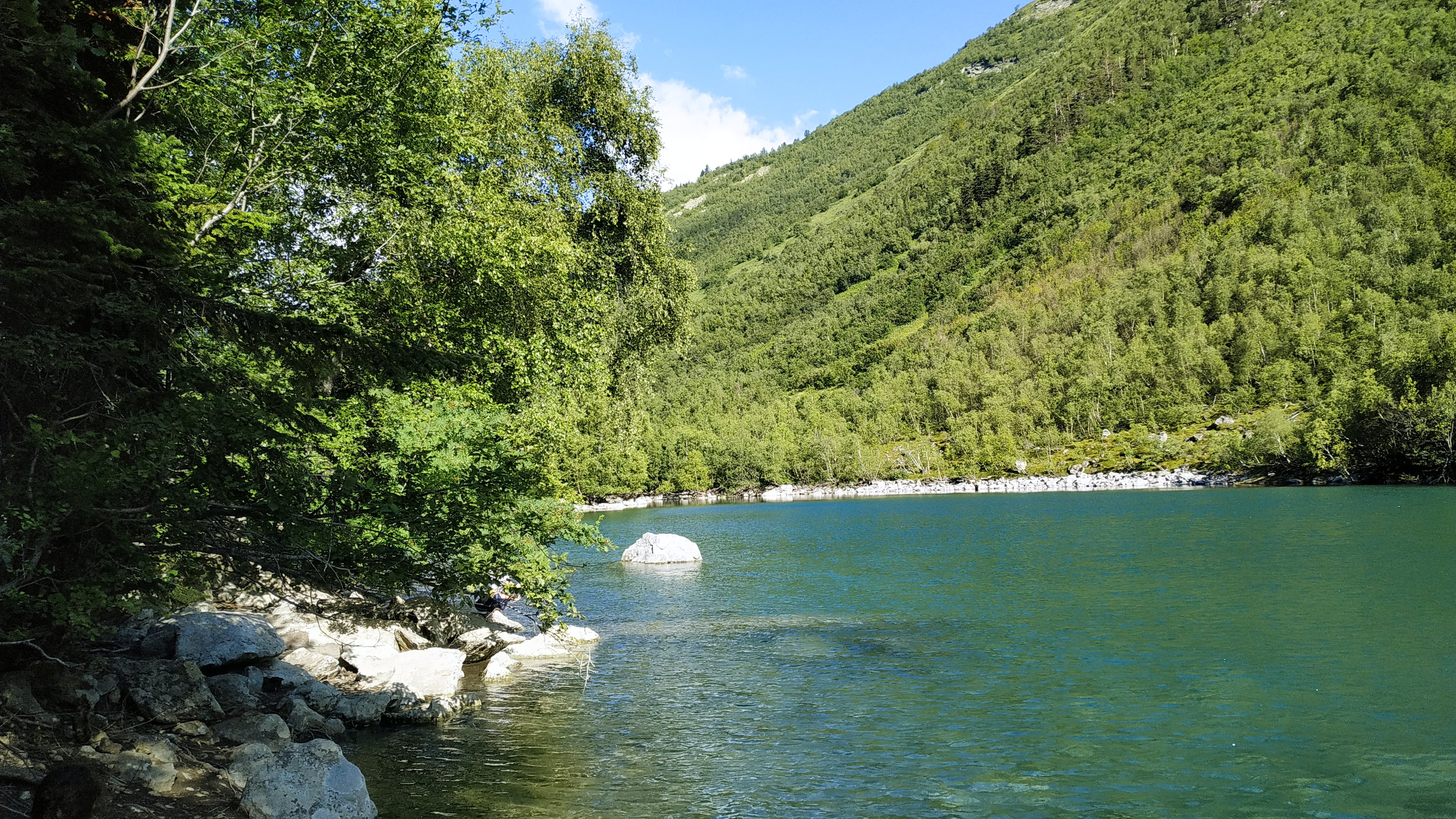
Segundo lago de Baduk.
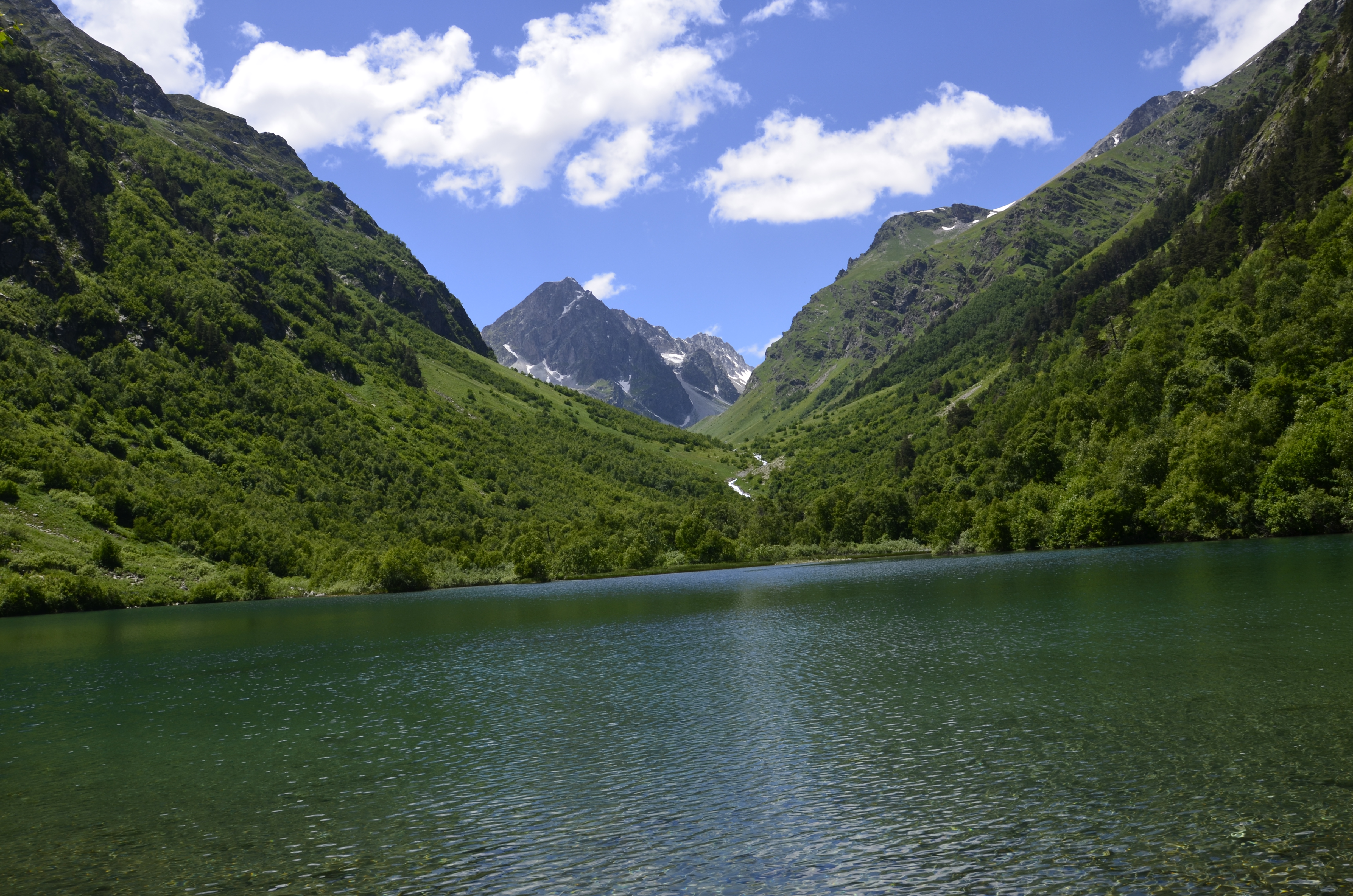
Tercer lago de Baduk.